# 奧西耶克
奧西耶克（國際音標：ˈɔsjɛk）是克羅地亞奧西耶克-巴拉尼亞縣縣治、斯拉沃尼亞的中心城市、該國第四大城市。位於德拉瓦河畔。2001年人口為114,616人。该城名来源于克罗地亚语，意为“退潮”。

## 历史
此地人类居住的历史可追溯到新石器时代，有记载的最早居民是伊利里亚人，之后是凯尔特人部落。在罗马征服潘诺尼亚后，此地名为，简称，是哈德良时代的罗马军团堡垒。
最早提到奥西耶克这个名字是在1196年。该城在1526年8月8日为奥斯曼军队所摧毁，并于1566年重建成奥斯曼风格的城市。
1687年9月29日，该城为哈布斯堡帝国所占领，城市建筑风格重新变为西方式的。1809年成为帝国自由城市。在19世纪初该城是克罗地亚最大的城市。

## 姐妹城市
- 匈牙利布達佩斯十三區
- 匈牙利佩奇
- 斯洛維尼亞馬里博爾
- 德国普福爾茨海姆
- 圖茲拉
- 瑞士洛桑
- 斯洛伐克尼特拉
- 羅馬尼亞普洛耶什蒂
- 科索沃普里兹伦

## 脚注
1. ↑  周定国 (编). . . 北京: 中国对外翻译出版公司. 2008-01. ISBN 978-7-500-10753-8. OCLC 885528603. OL 23943703M. NLC 003756704.（简体中文）
2. ↑  Obelić, Bogomil; Škrivanko, Marija Krznarić; Marijan, Boško; Bronić, Ines Krajcar. . Radiocarbon. 2004, 46 (1): 245–258  [2025-01-15]. Bibcode:2004Radcb..46..245O. doi:10.1017/S0033822200039564. （原始内容存档于2024-08-01）.
3. ↑  Stallaerts, Robert. . Scarecrow Press. 28 February 2010: 239  [15 October 2011]. ISBN 978-0-8108-6750-5. （原始内容存档于2020-02-10）.
4. ↑  . City of Osijek. 2010  [2013-09-16]. （原始内容存档于2013-10-08）.